# باري هاريس (لاعب دوري الرغبي)
باري هاريس (بالإنجليزية: Barry Harris)‏ هو لاعب دوري الرغبي أسترالي، ولد في 9 مايو 1938 في كامبرداون ‏ في أستراليا، وتوفي في 1 فبراير 2006.